# Lishui
Pour les articles homonymes, voir Lishui (homonymie).
Lishui (chinois : 丽水市 ; pinyin : Líshuǐ shì) est une ville-préfecture du sud-ouest de la province du Zhejiang en Chine. Sa juridiction est limitrophe de celles de Quzhou, Jinhua et Taizhou au nord, Wenzhou au sud-est, et de la province du Fujian au sud-ouest. Lishui signifie « la belle eau » en chinois.

## Historique
Sous la dynastie Qin, elle faisait partie du comté de Minzhong (zh) (闽中郡).
Son ancien nom était Chuzhou (chinois : 处州府 ; pinyin : chùzhōu fǔ ; Wade : Chuchow ; EFEO : Tchou-Tchéou-fou) sous les dynasties Ming et Qing (reprenant son nom qui était le sien sous la dynastie Sui). Elle reprend son nom actuel en 1935.
Pendant la Grande famine entre 1958 et 1961, l'universitaire chinois Yang Jisheng indique que les données officielles estiment le nombre de morts non naturelles à 13 000, ce chiffre serait sous-estimé selon l'auteur.
Une importante communauté du xian de Qingtian, à Lishui, a migré en France à la fin du XXe siècle, tenant souvent en coopération avec la communauté de la ville-préfecture voisine de Wenzhou, de nombreux café-tabac-PMU et restaurants en France.

## Subdivisions administratives
La ville-préfecture de Lishui exerce sa juridiction sur neuf subdivisions - un district, une ville-district, six xian et un xian autonome :
- le district de Liandu - 莲都区 Liándū Qū ;
- la ville de Longquan - 龙泉市 Lóngquán Shì ;
- le xian de Jinyun - 缙云县 Jìnyún Xiàn ;
- le xian de Qingtian - 青田县 Qīngtián Xiàn ;
- le xian de Yunhe - 云和县 Yúnhé Xiàn ;
- le xian de Suichang - 遂昌县 Suíchāng Xiàn ;
- le xian de Songyang - 松阳县 Sōngyáng Xiàn ;
- le xian de Qingyuan - 庆元县 Qìngyuán Xiàn ;
- le xian autonome she de Jingning - 景宁畲族自治县 Jǐngníng shēzú Zìzhìxiàn.

Ceux-ci sont encore divisés en 64 bourgs (y compris un bourg de minorité She), 128 cantons ethniques (y compris 6 cantons de minorité She) et 5 sous-districts.

## Économie
Les montagnes n'arrêtent en rien les autorités de la zone de développement économique de Lishui : elles ont fait raser 108 sommets pour créer une zone industrielle de 14,5 km2 qu'elles ont vendue en 2002. Quatre ans plus tard, près de 200 usines étaient en activité, employant 30 000 ouvriers migrants. L'administration locale a investi 6,4 milliards d'euros dans l'infrastructure de sa région. Pour atteindre 500 000 habitants d'ici à 2020 - soit un doublement de la population de la ville -, elle projette d'aménager une seconde zone industrielle plus importante.

## Controverse
Dans le district administratif de Suichang, à la suite d'un article publié dans The economic observer dénonçant la compagnie Kan (凯恩特种材料股份有限公司) pour avoir racheté une entreprise d'état locale à un prix nettement inférieur (890 000 RMB) à sa valeur estimée (actifs totaux: 136 millions RMB / actifs net: 7.09 millions RMB), le Bureau de Sécurité Publique (en chinois : 公安局) lista le nom de son auteur, le journaliste Qiu Ziming, à des fins d'arrestation pour avoir « entaché la réputation de la compagnie Kan ». Le journaliste reçoit alors un soutien de la société, de son journal The economic observer ainsi que des autorités.
Le 29 juillet 2010, le Bureau de Sécurité Publique révoque se décision. À présent, le journal se réserve le droit de poursuivre ses options juridiques vis-à-vis de la compagnie Kan pour avoir tenté de supprimer la surveillance de ses activités par le public - ainsi que pour avoir porté de fausses accusations contre le journaliste-reporter Qiu Ziming.

## Culte
- Lishui est le siège épiscopal du diocèse catholique de Lishui où se trouve la cathédrale du Sacré-Cœur.

## Personnalités liées
- Zhao Jingshen (1902-1985) : traducteur et auteur
- Rose Anzai